# Donkere nacht van de ziel

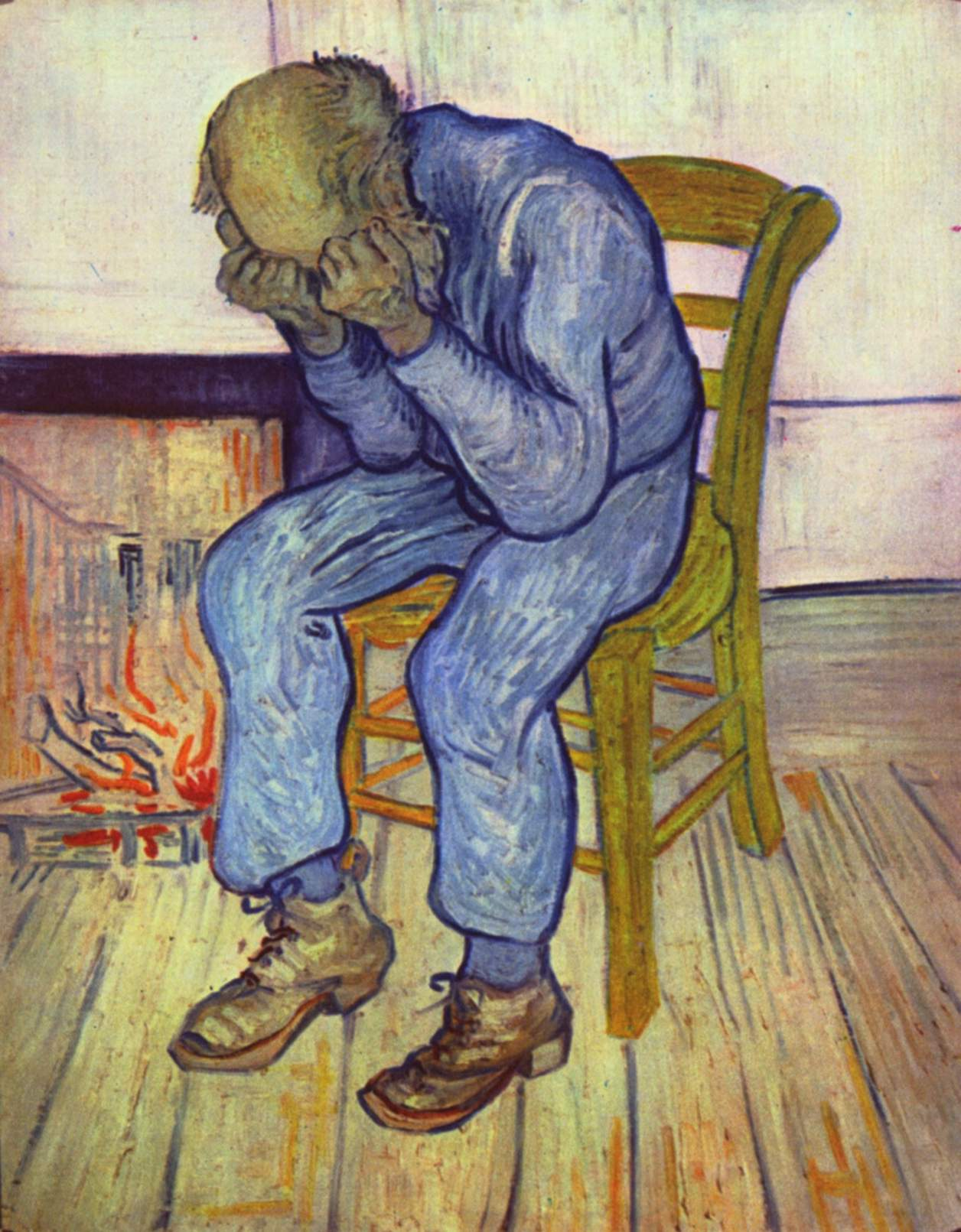
Schilderij van Vincent van Gogh

Donkere nacht van de ziel is een metafoor die de spirituele ervaring beschrijft van iemand die een fase in zijn leven doormaakt waarin hij zich door iedereen verlaten voelt, zonder hoop op een betere toekomst. Deze aan depressie verwante gevoelens ervaart de persoon als een crisis van geestelijke identiteit. Verschillende spirituele tradities zoals de christelijke mystiek verwijzen naar deze ingrijpende en louterende ervaring.
Zo beschreef Johannes van het Kruis, een karmeliet, in een gedicht de reis van de ziel vanuit zijn lichamelijke thuis naar een vereniging met God. Deze reis is bijzonder zwaar want het betekent een onthechting van de wereld om zich "met het licht van de schepper te kunnen verenigen." In zijn werken maakt Johannes onderscheid tussen twee donkere nachten: de nacht van de zuivering van de zintuigen en de nacht van de zuivering van de geest.
De Zwitserse psycholoog en psychiater Carl Gustav Jung zag parallellen met een van de fases van het 'grote Werk' die de alchemisten beschreven: het nigredo, waarbij de materie eerst gezuiverd moet worden door te vergaan. Het doel is echter het zuivere, alchemistische goud te maken met behulp van de Steen der wijzen. Metaforisch 'gelezen' betekent dit volgens Jung dat de alchemist trachtte zichzelf te transformeren tot een zuivere ziel. Dat gaf ook een zin aan alle beproevingen die de alchemist moest ondergaan. In zijn algemeenheid betekent deze metafoor volgens Jung dat iemands spirituele groei onvermijdelijk gepaard gaat met lijden: no pain, no gain, maar dan met betrekking tot de geest. Een mens die dergelijke existentiële ervaringen heeft ondergaan komt er gezuiverd uit, als een ander mens.